# Inter Mediolan Primavera
Inter Mediolan Primavera (ang. F.C. Internazionale Milano Primavera Team) – rezerwowy zespół włoskiego klubu piłkarskiego - Interu Mediolan. W Primaverze grają młodzi piłkarze (do lat 20), mający aspiracje awansu do pierwszego składu. Primavera Interu Mediolan siedmiokrotnym zdobywcą młodzieżowego mistrzostwa Włoch.

## Osiągnięcia
- Młodzieżowe mistrzostwo Włoch
  - Mistrzostwo (7): 1963-64, 1965-66, 1968-69, 1988-89, 2001-02, 2006-07, 2011-12
- Młodzieżowy Puchar Włoch
  - Mistrzostwo (5): 1972-73, 1975-76, 1976-77, 1977-78, 2005-06
  - Finał (1):2006-07
- Młodzieżowy Superpuchar Włoch
  - Finał (2): 2006, 2007, 2012
- NextGen series: 2012

## Trenerzy
- 2000−2003: Corrado Verdelli
- 2003-2006: Daniele Bernazzani
- 2006–2009: Vincenzo Esposito
- 2009–2011: Fulvio Pea
- 2011–2012:Andrea Stramaccioni
- od 2012 -: Daniele Bernazzani

## Kadra
| Nr | Poz. | Piłkarz               |
| -- | ---- | --------------------- |
|    | BR   | Raffaele Dalle Vedove |
|    | BR   | Dawid Smug            |
|    | OB   | Rodrigo Alborno       |
|    | OB   | Isaac Donkor          |
|    | OB   | Fabio Eguelfi         |
|    | OB   | Davide Guglielmontti  |
|    | OB   | Leonardo Longo        |
|    | OB   | Giovanni Zaro         |
|    | PO   | Gennaro Acampora      |
|    | NA   | Luca Garritano        |
|    | OB   | Andrea Bandini        |

| Nr | Poz. | Piłkarz                |
| -- | ---- | ---------------------- |
|    | PO   | Gian Marco Gabbianelli |
|    | PO   | Patrick Olsen          |
|    | PO   | Simone Pasa            |
|    | PO   | Lorenzo Tassi          |
|    | NA   | Niccolò Belloni        |
|    | NA   | Matteo Colombi         |
|    | NA   | Bocar Djumo            |
|    | NA   | Francesco Forte        |
|    | OB   | Marco Ferrara          |
|    | NA   | Giovanni Terrani       |
|    | NA   | Vincenzo Tommasone     |

## Sławni piłkarze
| - Alessandro Potenza - Andrea Zanchetta - Davide Santon - Giovanni Pasquale - Giuseppe Baresi - Giuseppe Bergomi - Hernán Paolo Dellafiore - Leonardo Bonucci - Marco Andreolli - Marco Delvecchio - Mauro Bellugi - Robert Boninsegna - Marco Delvecchio - Mario Balotelli - Matteo Ferrari - Massimo Marazzina - Riccardo Meggiorini - Stefano Bettarini - Tommaso Berni |  | - Carl Valeri - Stéphane Biakolo - Luigi Cevenini - Giacinto Facchetti - Ricardo Ferri - Antar Yahia - Jonathan Biabiany - Ugo Locatelli - Alessandro Mazzola - Sébastien Frey - Giuseppe Meazza - Gabriele Oriali - Goran Pandev - Obafemi Martins - Rene Krhin - Walter Zenga - Evert Skoglund |